# Bromessigsäurepropylester
Bromessigsäurepropylester ist eine chemische Verbindung aus der Gruppe der Carbonsäureester.

## Gewinnung und Darstellung
Bromessigsäurepropylester kann durch Reaktion von Propanol mit Bromessigsäure in trockenem Benzol gewonnen werden, wobei konzentrierte Schwefelsäure als Katalysator dient.

## Eigenschaften
Bromessigsäurepropylester ist eine farblose Flüssigkeit, die gut löslich in Aceton, Diethylether und Ethanol ist.

## Verwendung
Bromessigsäurepropylester wurde in Stinkbomben verwendet.